# Die-Flüsse-von-London-Reihe
Die Die-Flüsse-von-London-Reihe (alternativ die Peter-Grant-Reihe oder die PC-Grant-Reihe) ist eine Serie von Urban-Fantasy-Romanen des englischen Autors Ben Aaronovitch. Inzwischen gibt es auch mehrere Comic-Ableger der Bücher, der erste mit dem Titel „Body Work“, die Aaronovitch mit Andrew Cartmel verfasste; die Illustrationen fertigte Lee Sullivan.
Peter Grant hat gerade seine Ausbildung als Police Constable (PC) beim Metropolitan Police Service (Met) abgeschlossen und soll einen Schreibtischjob antreten, da gerät er in die Ermittlungen einer Mordserie. Da die mysteriösen Todesfälle ohne Fremdeinwirkung stattfinden, ruft dies den Leiter einer Sondereinheit für „spezielle Fälle“ auf den Plan. Polizeiinspektor Thomas Nightingale ist der letzte zugelassene Zauberer unter der britischen Krone und Grant wird sein Lehrling. Die Erzählungen sind mit Grant als Ich-Erzähler geschrieben.

## Romane

### Band 1: Die Flüsse von London
(Englischer Titel: Rivers of London)
Der Roman dreht sich um die Abenteuer von Peter Grant, einem jungen Police Constable der Metropolitan Police, der nach einer unerwarteten Begegnung mit einem Geist in den kleinen Zweig der Met eingezogen wird, der sich mit Magie und dem Übernatürlichen beschäftigt.
Peter Grant ist der erste englische Zauberlehrling seit über siebzig Jahren und muss sich sofort mit zwei verschiedenen, aber letztlich miteinander verbundenen Fällen auseinandersetzen. In dem einen muss er herausfinden, wovon gewöhnliche Menschen besessen werden, sodass sie in bösartige Killer verwandelt werden, und in dem anderen muss er zwischen den beiden sich bekriegenden Göttern der Themse und ihren jeweiligen Familien Frieden stiften. 2012, ISBN 978-3-423-21341-7

### Band 2: Schwarzer Mond über Soho
(Englischer Titel: Moon over Soho)

Nach den Ereignissen von Die Flüsse von London wird der Polizeibeamte Peter Grant zur Hilfe gerufen, um den brutalen Mord an einem Journalisten in der unteren Toilette des Groucho Klubs im Londoner Soho-Bezirk zu untersuchen. Zur gleichen Zeit wird Peter durch eine Reihe von Todesfällen von Amateur- und semiprofessionellen Jazzmusikern gestört, die kurz nach ihren Auftritten geschehen sind. Trotz der scheinbar natürlichen Todesursachen weist jeder Körper eine magische Signatur auf, die Peter zu der Annahme verleitet, dass die Todesfälle alles andere als natürlich sind. 2012, ISBN 978-3-423-21380-6

### Band 3: Ein Wispern unter Baker Street
(Englischer Titel: Whispers Under Ground)

Der Sohn eines US-Senators wird erstochen und eine magische Beteiligung wird vermutet. Eine FBI-Agentin ist in Peter Grants Fall involviert. In den Tunneln der Londoner U-Bahn und den viktorianischen Abwasserkanälen passiert etwas. 2013, ISBN 978-3-423-21448-3

### Band 4: Der böse Ort
(Englischer Titel: Broken Homes)

Ein weiterer Mörder ist auf freiem Fuß, und der Hauptverdächtige könnte ein Verbündeter des unheimlichen Zauberers sein, der als der gesichtslose Magier bekannt ist. Ein Stadtplaner kommt unter eine U-Bahn, und ein Grimoire wurde gestohlen. Und als Peter im Elephant and Castle von einem ziemlich merkwürdigem Geschehen erfährt, muss er untersuchen, ob es zwischen diesen Fällen eine Verbindung gibt. 2014, ISBN 978-3-423-21507-7

### Band 5: Fingerhut-Sommer
(Englischer Titel: Foxglove Summer)
Peter verlässt London für in ein kleines Dorf in Herefordshire, wo das Verschwinden zweier Mädchen aus der Gegend eine übernatürliche Ursache zu haben scheint. Da er mit lokalen Polizisten und Göttern zurechtkommt, findet Peter das Geheimnis heraus. 2015, ISBN 978-3-423-21602-9

### Band 6: Der Galgen von Tyburn
(Englischer Titel: The Hanging Tree)
Zurück in London steht Peter bei der Untersuchung verdächtiger Morde in der Welt der Superreichen einer anderen Welt gegenüber. Dieses Buch war das erste der Reihe, das auf Platz 1 der SPIEGEL-Taschenbuch-Bestsellerliste landete. 2017, ISBN 978-3-423-21668-5

### Band 7: Die Glocke von Whitechapel
(Englischer Titel: Lies Sleeping)

Die Suche nach dem „Gesichtslosen“, aber jetzt bekannten Magier geht in die Endphase und im Folly wird es voller. 2019, ISBN 978-3-423-21766-8

### Band 8: Ein weißer Schwan in Tabernacle Street
(Englischer Titel: False Value)
Als verdeckter Ermittler arbeitet Peter in der Firma des Milliardärs Skinner, der eine mechanische Rechenmaschine mit einem Geist kombiniert. Diese Intelligenz macht sich unbemerkt selbständig, beeinflusst Menschen, ermordet potentielle Feinde und produziert ein mächtiges Waffenarsenal. 2020, ISBN 978-3-423-26278-1

### Band 9: Die Silberkammer in der Chancery Lane
(Englischer Titel: Amongst Our Weapons)
Peter versucht, eine Mordserie zu stoppen. Für seine private und berufliche Zukunft ergeben sich gravierende Änderungen. 2022, ISBN 978-3-423-26331-3

### Band 10: Die Meerjungfrauen von Aberdeen
(Englischer Titel: Stone and Sky)
Ein totes Schaf führt Peter samt Familie nach Schottland. 10. Juli 2025, ISBN 978-3-423-26420-4

## Novellen

### Band 1: Geister auf der Metropolitan Line
(Englischer Titel: The Furthest Station)
In dieser kurzen Novelle hat Peter es mit Geistersichtungen auf der Metropolitan Line der Londoner U-Bahn zu tun, welche Chaos unter den Pendlern auslösen. Der englische Titel bezieht sich auf die am weitesten außerhalb liegende Station der Linie, Chesham.

### Band 2: Der Oktobermann
(Englischer Titel: The October Man)
Diese Novelle spielt in Deutschland, vor allem in Trier und dessen näherer Umgebung. Die Hauptfiguren sind Tobias Winter, der als Lehrling in einer Spezialabteilung des BKA Magie praktiziert, und die Polizistin Vanessa Sommer. Im Verlauf der Mordermittlungen lernt Winter die Flussgöttinnen der Kyll und der Mosel kennen. Peter Grant tritt in der Novelle nicht selbst auf, die Hauptfigur spielt aber mehrfach auf ihn an. Das Buch ist am 20. September 2019 auf Deutsch erschienen.

### Band 3: Der Geist in der British Library
(Englischer Titel: Tales from the Folly)
Kurzgeschichten-Sammlung mit verschiedenen Erzählungen, die teils zwischen, teils abseits der einzelnen Bände der Roman-Reihe angesiedelt sind. Das Buch ist am 18. März 2021 auf Deutsch erschienen.

### Band 4: Die Füchse von Hampstead Heath
(Englischer Titel: What Abigail Did That Summer)
Es sind Sommerferien und Abigail ist auf sich allein gestellt und so kann sie niemand von magischem Unfug abhalten. Das Buch ist am 17. September 2021 auf Deutsch erschienen.

### Band 5: Die schlafenden Geister des Lake Superior
(Englischer Titel: Winter’s Gifts)
Agent Kimberly Reynolds reist nach dem Hilferuf des Ex-FBI-Agenten Henderson nach Wisconsin. In dem kleinen Ort Eloise hat ein Tornado Teile der Stadt in Trümmer gelegt, zudem ist Henderson bei ihrer Ankunft verschwunden. Das Buch ist am 20. April 2023 auf Deutsch erschienen.

### Band 6: Eine Nachtigall in New York
(Englischer Titel: The Masquerades of Spring)
Ein junges Folly-Mitglied, Augustus Berrycloth-Young, genießt 1920 das Leben in New Yorks Schwulen- und Jazzszene. Sein ehemaliger Schulkamerad Thomas Nightingale besucht ihn unangemeldet und zieht ihn in die Suche nach einem magischen Instrument hinein, die schnell lebensgefährlich eskaliert.
Das Buch ist am 5. September 2024 auf Englisch und am 12. September 2024 auf Deutsch erschienen.

## Graphic Novels
- Band 1: Autowahn (Englischer Titel: Body Work)
- Band 2: Die Nachthexe (Englischer Titel: Night Witch)
- Band 3: Schwarzschimmel (Englischer Titel: Black Mould)
- Band 4: Detektivgeschichten (Englischer Titel: Detective Stories)
- Band 5: Fuchsgeschrei (Englischer Titel: Cry Fox)
- Band 6: Wassergras (Englischer Titel: Water Weed)
- Band 7: Mit Abstand! (Englischer Titel: Action At A Distance)
- Band 8: Motoren, Magie und Märchen (Englischer Titel: The Fey and the Furious)
- Band 9: Ein mieser Montag (Englischer Titel: Monday, Monday)
- Band 10: Und wenn sie nicht gestorben sind... (Englischer Titel: Deadly Ever After)
- Band 11: Wer glaubt schon an Drachen? (Englischer Titel: Here Be Dragons)
- Band 12: Katzenmusik (Englischer Titel: Stray Cat Blues)

## Chronologische Reihenfolge
Die nachfolgende Liste umfasst neben den Romanen, Novellen und Graphic Novels der Hauptreihe weitere Texte, die entweder vom Autor als "Kurzgeschichten" oder "Momente" bezeichnet werden. Da sich die in der Hauptreihe geschilderten Ereignisse teilweise aufeinander beziehen, empfiehlt es sich, die Hauptreihengeschichten in der angegebenen Reihenfolge zu lesen und mit dem ersten Roman "Die Flüsse von London" zu beginnen. In einigen Geschichten steht nicht die Hauptfigur Peter Grant als Ich-Erzähler im Mittelpunkt der Ereignisse, sondern bekannte Nebenfiguren der Hauptreihe. Die jeweiligen Protagonisten und der Handlungszeitraum werden in eckigen Klammer stehend aufgeführt.
Anmerkung: Die vom Autor auf seiner Webseite angegebene Chronologie weist offensichtliche Fehler auf. So werden im 8. Kapitel von "Die Glocke von Whitechapel" Ereignisse aus "Die Geister vom Lake Superior" erwähnt. Ebenso waren die ersten drei Romane ursprünglich im Jahr 2011 angesiedelt, sind aber später vom Autor ins Jahr 2012 verschoben worden, was weitere Ungenauigkeiten in der Chronologie nach sich zog.
1. Thomas and David, Casterbrook, Easter 1914 (6. Moment, noch nicht auf Deutsch veröffentlicht) [Thomas Nightingale | Ostern 1914]
2. Aboard the RMS Aquitania, Autumn 1925 (14. Moment, noch nicht auf Deutsch veröffentlicht) [Augustus Berrycloth-Young | Herbst 1925]
3. Eine Nachtigall in New York (6. Novelle) [Augustus Berrycloth-Young, Thomas Nightingale | nach 1925]
4. Foxes For Christmas (9. Moment, noch nicht auf Deutsch veröffentlicht) [Abigail Kamara, Füchse | Haupthandlung: Weihnachten 1946]
5. Nightingale - London, September 1966 (1. Moment, enthalten in: Der Geist in der British Library) [Thomas Nightingale | 1966]
6. A Dedicated Follower Of Fashion (7. Kurzgeschichte, enthalten in: Der Geist in der British Library) [1967]
7. Die Flüsse von London (1. Roman) [Januar 2011/2012]
8. Schwarzer Mond über Soho (2. Roman) [Sommer 2011/2012]
9. Ein Wispern unter Baker Street (3. Roman) [Dezember 2011/2012]
10. Molly in London 2011 (4. Moment, noch nicht auf Deutsch veröffentlicht) [Weihnachten 2011]
11. Tobias Winter - Meckenheim 2012 (3. Moment, enthalten in: Der Geist in der British Library) [Tobias Winter | 2012]
12. Heimspiel (1. Kurzgeschichte, enthalten in: Der Geist in der British Library) [2012]
13. Häusliche Gewalt (2. Kurzgeschichte, enthalten in: Der Geist in der British Library) [2012]
14. Der böse Ort (4. Roman) [Januar 2013]
15. Hahnenkampf (3. Kurzgeschichte, enthalten in: Der Geist in der British Library) [2013]
16. Autowahn (1. Graphic Novel) [2013]
17. Fingerhut-Sommer (5. Roman) [Juni 2013]
18. Die Füchse von Hampstead Heath (4. Novelle) [Sommer 2013]
19. Die Einsamkeit der Langstrecken-Granny (4. Kurzgeschichte, enthalten in: Der Geist in der British Library) [Sommer 2013]
20. Nachthexe (2. Graphic Novel) [2013]
21. Schwarzschimmel (3. Graphic Novel) [2013]
22. Der Rattenkönig (5. Kurzgeschichte, enthalten in: Der Geist in der British Library) [2013]
23. Abigail's Valentine 2014 (5. Moment, noch nicht auf Deutsch veröffentlicht) [Abigail Kamara | Februar 2014]
24. Reynolds - Florence, Arizona 2014 (2. Moment, enthalten in: Der Geist in der British Library) [Kimberley Reynolds | Frühling 2014]
25. Geister auf der Metropolitan Line (1. Novelle) [Juli 2014]
26. Detektivgeschichten (4. Graphic Novel) [Rahmenhandlung: September 2014]
27. Das rare Buch der vortrefflichen Apparatur (6. Kurzgeschichte, enthalten in: Der Geist in der British Library) [2014]
28. Der Galgen von Tyburn (6. Roman) [Herbst 2014]
29. Der fröhliche Onkel (8. Kurzgeschichte, enthalten in: Der Geist in der British Library) [Abigail Kamara | Weihnachten 2014]
30. Die schlafenden Geister des Lake Superior (5. Novelle) [Kimberley Reynolds | Januar 2015]
31. Fuchsgeschrei (5. Graphic Novel) [Frühling, 2015]
32. Wassergras (6. Graphic Novel) [Juni 2015]
33. Mit Abstand (7. Graphic Novel) [Rahmenhandlung: 2015, Haupthandlung: Thomas Nightingale | 1957]
34. Die Glocke von Whitechapel (7. Roman) [Sommer 2015]
35. Motoren, Magie und Märchen (8. Graphic Novel) [Spätsommer 2015]
36. Der Oktobermann (2. Novelle) [Tobias Winter | Oktober 2015]
37. Reynolds and the Bears (11. Moment, noch nicht auf Deutsch veröffentlicht) [Kimberley Reynolds | November 2015]
38. Vanessa Sommers zweite Weihnachtsliste (9. Kurzgeschichte, enthalten in: Der Geist in der British Library) [Weihnachten 2015]
39. Ein weißer Schwan in Tabernacle Street (8. Roman) [Januar 2016]
40. Under Kite Hill (10. Moment, noch nicht auf Deutsch veröffentlicht) [Februar 2016]
41. Die kleinen Häuschen von Schwerte (Kurzgeschichte veröffentlicht in: "Jubiläumsmorde - Mord am Hellweg X") [Tobias Winter, Vanessa Sommer | Frühjahr 2016]
42. Peter’s Signare (8. Moment, noch nicht auf Deutsch veröffentlicht) [Tobias Winter | März 2016]
43. Die Silberkammer in der Chancery Lane (9. Roman) [April 2016]
44. Drei Flüsse, zwei Bräutigame und ein Baby (10. Kurzgeschichte, enthalten in: Der Geist in der British Library) [April 2016]
45. Tobi and Vani, Mayday 2016 (7. Moment, noch nicht auf Deutsch veröffentlicht) [Tobias Winter, Vanessa Sommer | 1. Mai 2016]
46. Ein mieser Montag (9. Graphic Novel) [2016]
47. Und wenn sie nicht gestorben sind… (10. Graphic Novel) [2016]
48. Wer glaubt schon an Drachen? (11. Graphic Novel) [2016]
49. Katzenmusik (12. Graphic Novel) [2016]
50. Peter and Zach, The Folly (13. Moment, noch nicht auf Deutsch veröffentlicht) [Peter Grant, Zachary Palmer | Februar 2018]
51. The Big Straw Hamper Thingy Job (12. Moment, noch nicht auf Deutsch veröffentlicht) [Thomas Nightingale, Füchse | Weihnachten 2019]
52. The Body in the River (15. Moment, noch nicht auf Deutsch veröffentlicht) [Thomas Nightingale | 2020 ?]